# Gwalia House

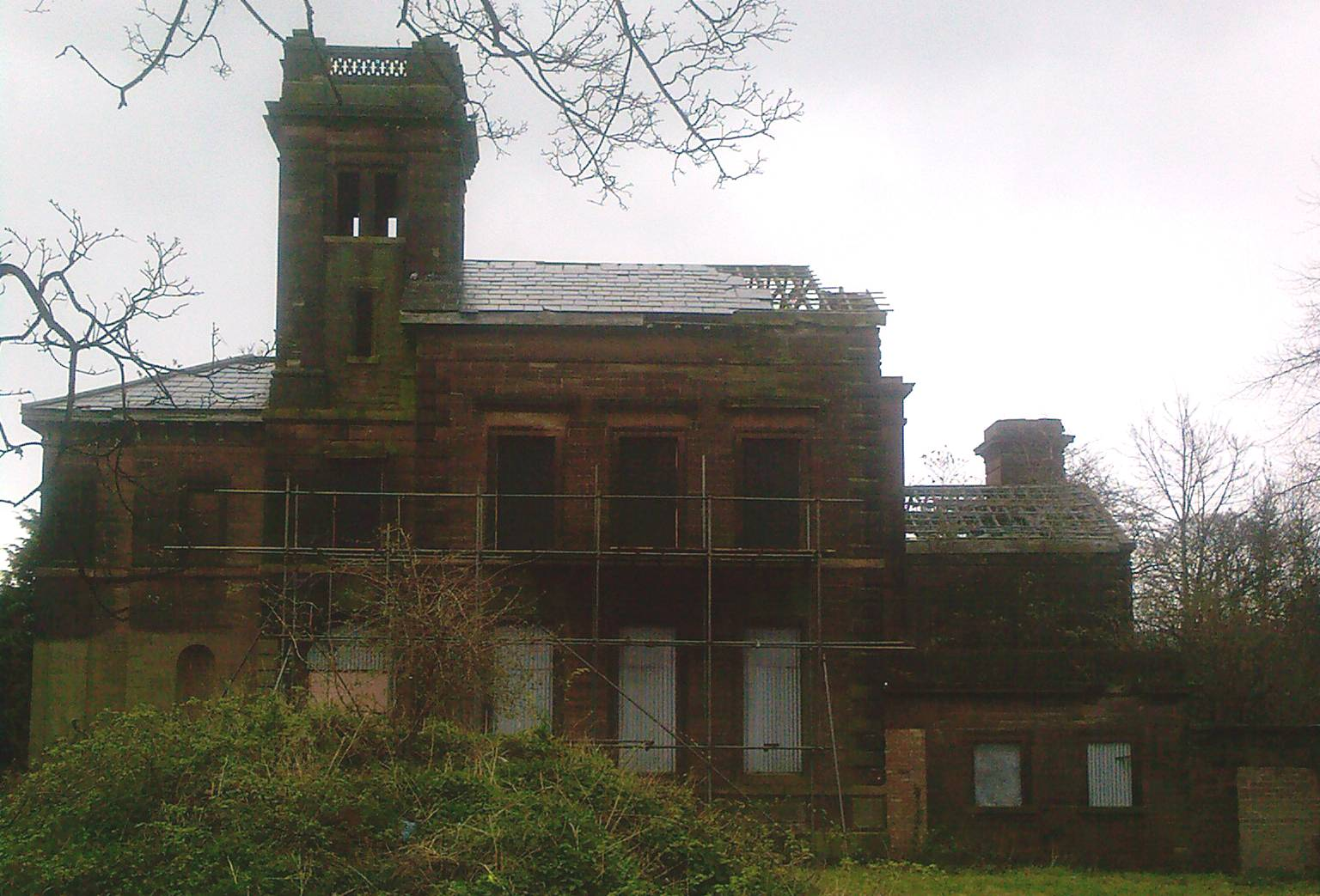
Gwalia House, auch als Sandfield Tower bekannt

Das dreistöckige Gwalia House im Süden von Liverpool (Vereinigtes Königreich) ist eine unter Denkmalschutz stehende Villa. Es ist als Gebäude von herausragendem architektonischen und historischen Interesse in der Kategorie II (Grade II) der Statutory List of Buildings of Special Architectural or Historic Interest gelistet. 

## Geschichte
Das Gwalia House wurde 1851 von dem südamerikanischen Kaufmann Joseph Edwards als private Villa aus Sandstein erbaut. Es gehörte ihm bis 1857.  Das auch als „Sandfield Tower“ bekannte Gebäude hatte bis 1900 wechselnde private Besitzer. Zu Beginn des 20. Jahrhunderts gehörte das Haus der Fourth Church of Christ the Scientist. Das Gebäude steht seit den 1980er Jahren leer. In den 1990er Jahren wurde das Gwalia House durch einen Brand schwer geschädigt und noch immer liegt ein Teil des Innenraumes durch zerstörte Teile des Daches offen und ist dem Wetter ausgesetzt. Der Liverpooler Historiker  Jonathon Wild setzt sich seit Jahren für den Erhalt des Gebäudes ein, die Stadt jedoch weist jegliche Verantwortung zurück, da sie nicht Eigentümer des Gebäudes ist.